# 旭光镇
旭光镇，是中华人民共和国江西省上饶市弋阳县下辖的一个乡镇级行政单位。
原为旭光乡，2024年4月8日撤乡设镇。

## 行政区划
旭光镇下辖以下地区：
铁沙村、张湾村、杨桥村、灵范村、洪山分场生活区、万源分场生活区、白马山分场生活区和铁沙林场生活区。